# Rubiataba
Rubiataba es un municipio brasileño del estado de Goiás. Situado en la región del Valle de São Patrício, a 220 kilómetros de Goiânia. Según el censo del IBGE en 2010, su población era de 18.915 habitantes. 
En Rubiataba existe una comunidad indígena de Tapuias.

## Historia
En 1940, por iniciativa del Gobierno del Estado de Goiás se formó una colonia agrícola estatal en los márgenes del Río São Patrício, proponiendo la división en lotes de la tierra, para tal fin se designó un área de 7000 hectáreas en la cual, fue diseñada al futura ciudad rural.
En ese momento el loteo ya estaba siendo llevado a cabo por los agricultores en una región situada sobre el margen derecho del Río Novo, (entre los ríos Barra Funda y de la Sierra). Geográficamente, el municiopio está bien situado, rodeoado por bosques, arroyos y ríos.
El municipio de Rubiataba fue creado por la ley nº807, el 12 de octubre de 1953 firmada por el Dr. Pedro Ludovico Teixeira, (en aquella época gobernador del Estado de Goiás), instalándose el 1 de enero de 1954.

## Economía
La ciudad se destaca por contar con una importante "cooperativa agrícola" (Cooper-Rubi), en la producción de alcohol y producción de leche y derivados lácteos.

### Educación y religión
El municipio posee la Facultad de Ciencias y Educación de Rubiataba. También se encuentra la sede de la Diócesis de Rubiataba-Mozarlândia, teniendo como Obispo al señor Adair Jose Guimaraes.